# R-Ladies
R-Ladies — международная организация, продвигающая гендерное разнообразие в сообществе пользователей языка статистического программирования R. Состоит из местных отделений, связанных со всемирной координирующей организацией R-Ladies Global.

## История
1 октября 2012 года Габриэла де Кейрос, специалист по обработке данных, основала R-Ladies в Сан-Франциско (США) после участия в аналогичных бесплатных инициативах через Meetup. В последующие четыре года основали еще три группы: в Тайбэе в 2014 году в Миннеаполисе («город-побратим» предыдущего) в 2015 году и в Лондоне в 2016 году. Чаптеры были независимыми до конференции 2016 года, на которой было решено создать центральную координирующую организацию. В том же году Габриэла де Кейрос и Эрин ЛеДелл из R-Ladies Сан-Франциско; Чиин-Руи Тан, Элис Дайш, Ханна Фрик, Рэйчел Киркхэм и Клаудия Витоло из R-Ladies Лондон; а также Хизер Тернер присоединились, чтобы подать заявку на грант от R Consortium, у которого они попросили оказать поддержку для глобального расширения организации.
В сентябре 2016 года с выделенной на эти цели стипендии была основана R-Ladies Global, а в 2018 году R Consortium объявил эту вновь основанную организацию высокоприоритетным проектом. По состоянию на 2019 год сообщество RLadies Global состояло из 178 групп в 48 странах .

## Организация
Встречи R-Ladies организуются на семинарах и беседах, проводимых людьми, которые идентифицируют себя как женщины или представители гендерных меньшинств (включая, помимо прочего, цис / транс женщин, транс мужчин, небинарных, гендерных, агендерных, пангендерных, бердашей, с плавающей гендерной идентичностью, внегендерных людей). Организация скоординирована, но децентрализована, и новые отделения могут быть созданы любыми людьми, использующими общедоступный «стартовый набор».
Группы R-Ladies стремятся продвигать инклюзивную культуру в свои мероприятия и сообщества. Кроме того, они продвигают гендерное равенство и разнообразие как на конференциях, так и на рабочих местах, сотрудничество между гендерными меньшинствами и анализ данных о женщинах.
R-Ladies также сотрудничает с другими проектами, такими как NASA Datanauts.